# Dreiseithof Altserkowitz 1 (Serkowitz)
Der Dreiseithof Altserkowitz 1 liegt im Stadtteil Serkowitz der sächsischen Stadt Radebeul, am Anger Altserkowitz der alten Dorflage. Von dem stattlichen Dreiseithof stehen das nördliche (linksstehende) Seitengebäude (mit Kumthalle) und mit der Toranlage (mit Pforte) sowie die hinten querstehende Scheune unter Denkmalschutz.

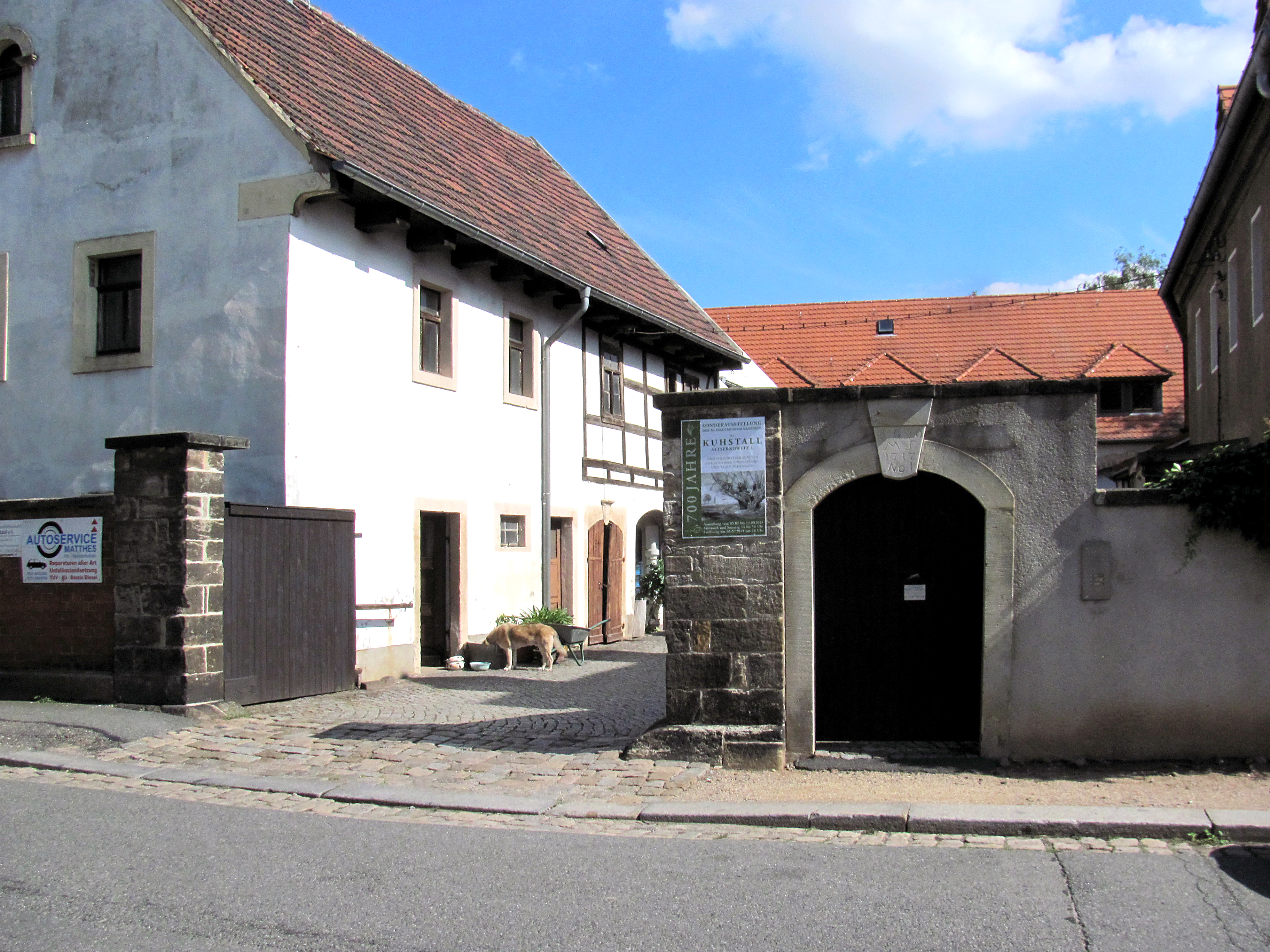
Dreiseithof Altserkowitz 1: Gehöft mit Toranlage und Pforte

Im 16. Jahrhundert war das zins- und kriegsdienstpflichtige Dreiviertelhufen-Gut eines der 12 Mitglieder der Serkowitzer Altgemeinde (Katasternummer 4) am eigentlichen Anger, hinzu kam das Gasthofsgut als 13. Mitglied. Im Laufe jenes Jahrhunderts kamen durch Grundstücksteilungen noch drei weitere Höfe abschließend bis zur Auflösung der Altgemeinde (die „Fünfzehner“) im 19. Jahrhundert hinzu.

## Beschreibung

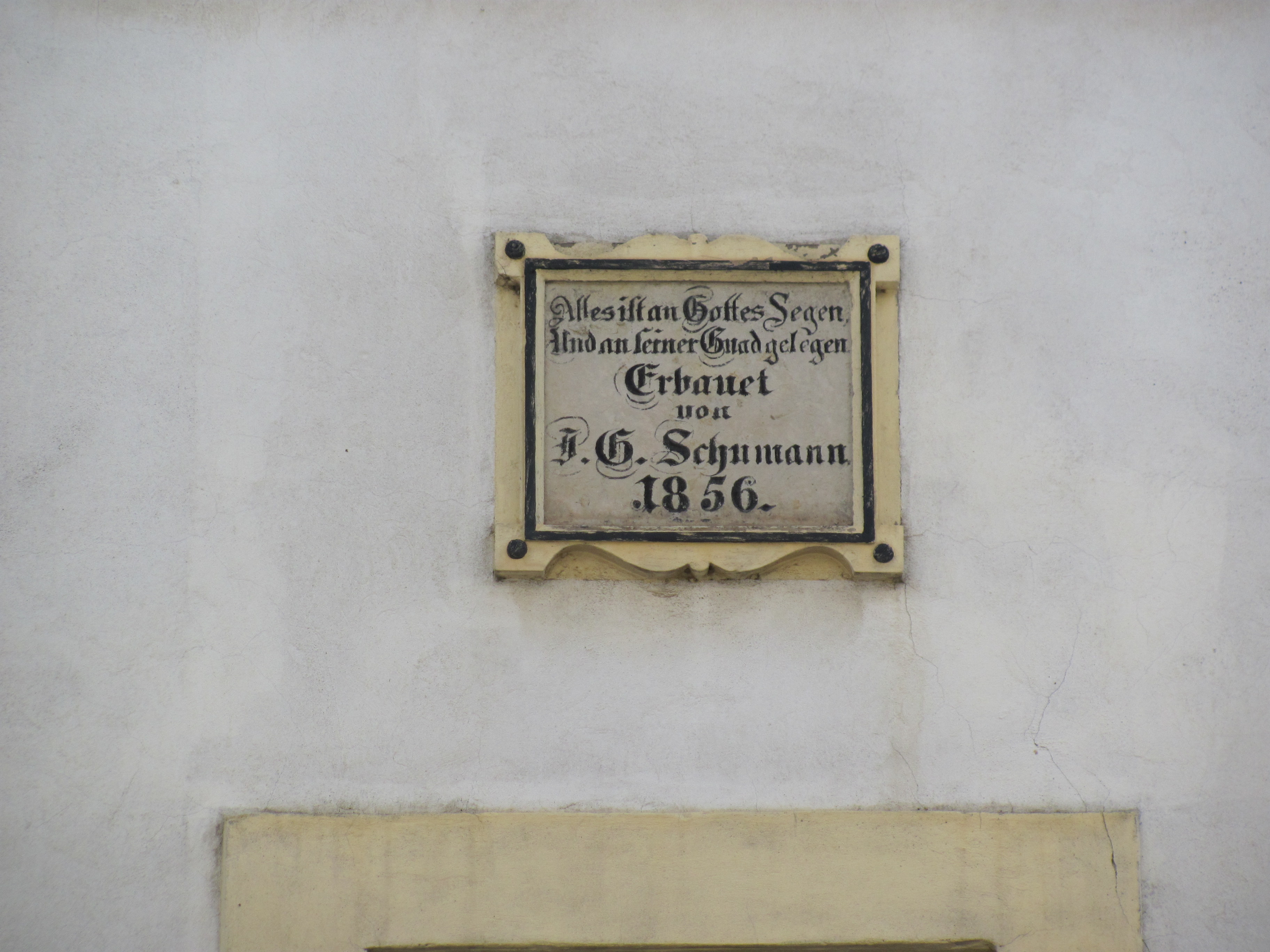
Inschrifttafel am Giebel

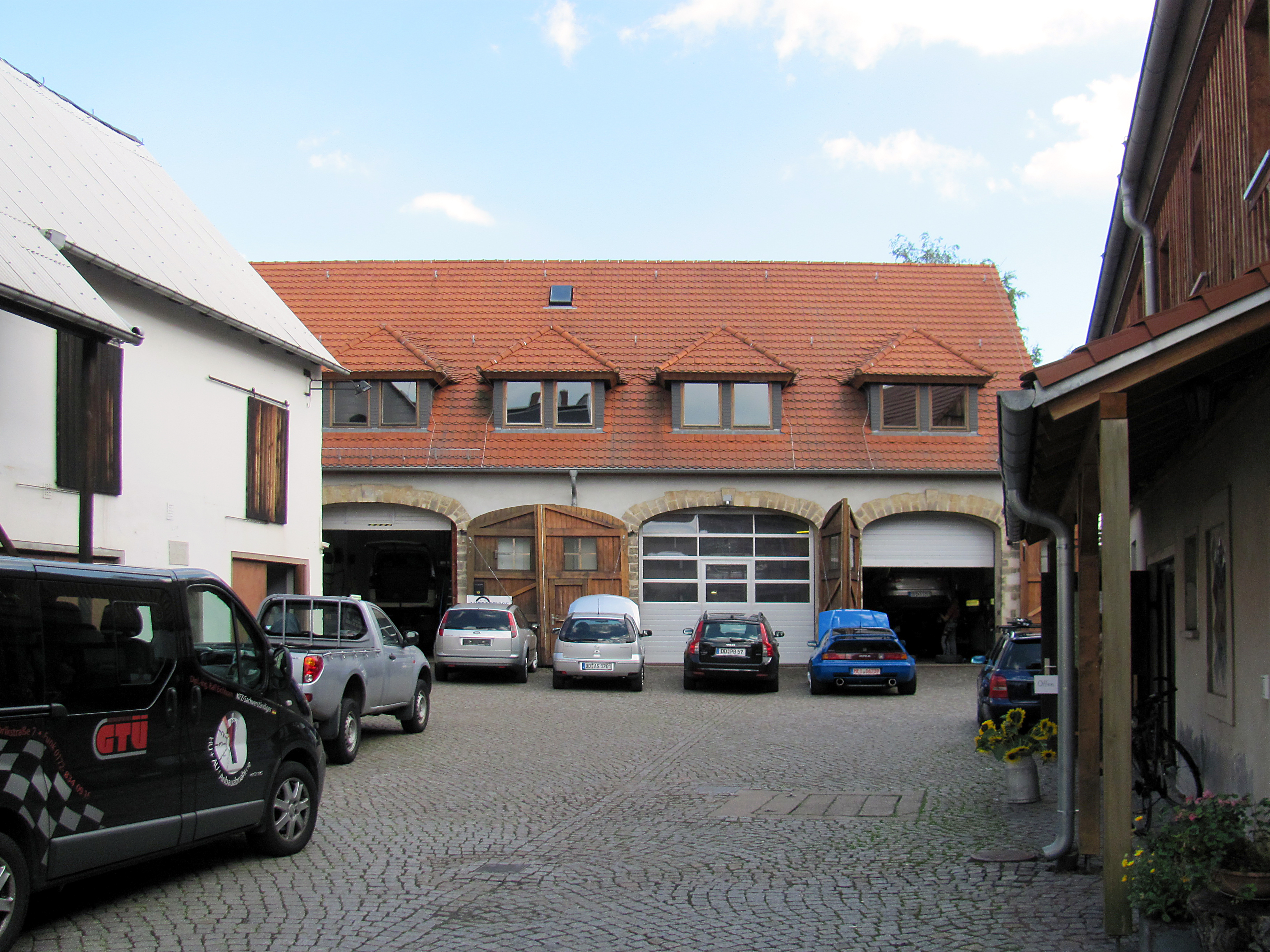
Dreiseithof Altserkowitz 1: Nach 1990 wiedererrichtete Scheune

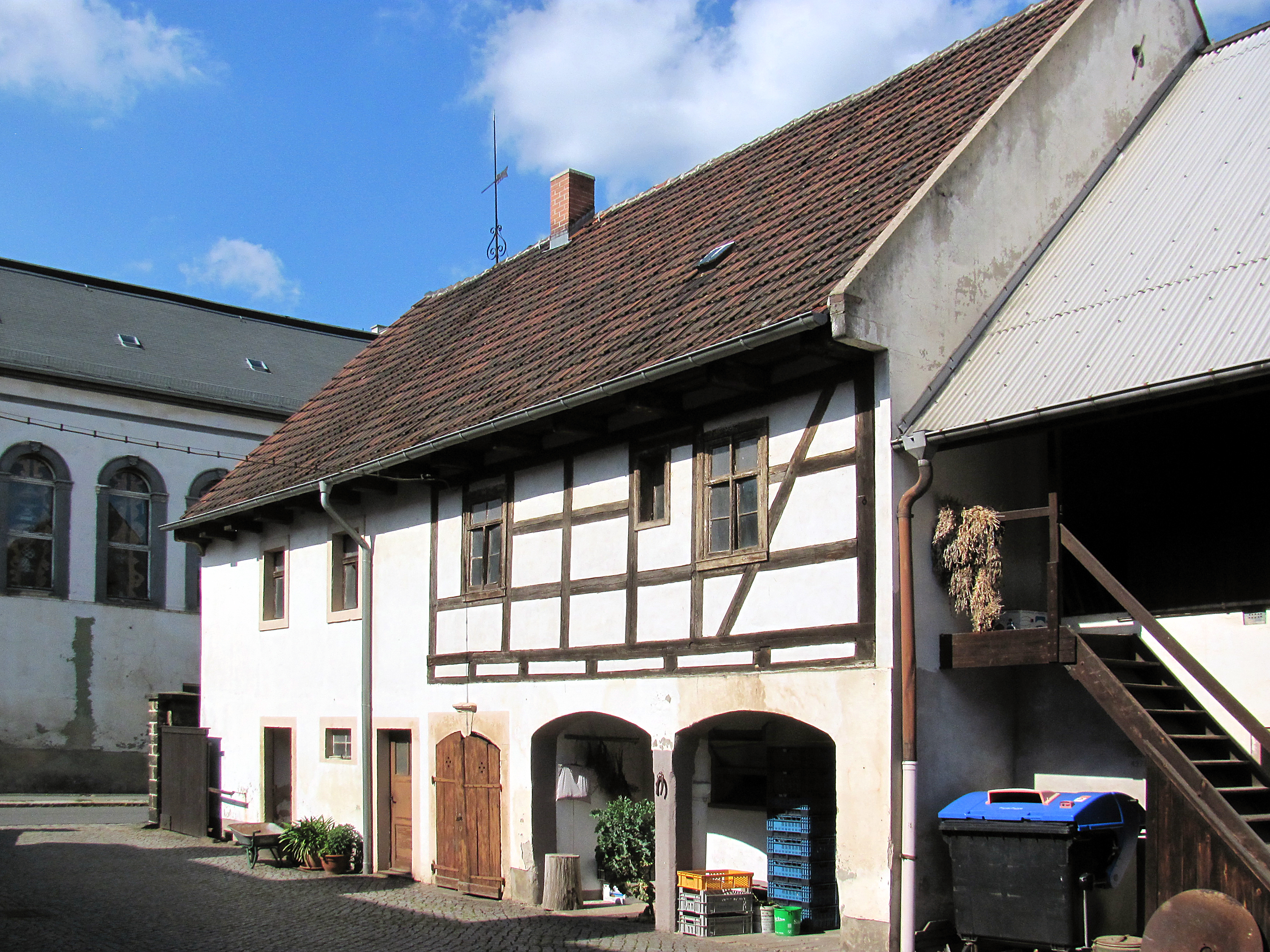
Dreiseithof Altserkowitz 1: Seitengebäude mit Kumthalle. Im Hintergrund der Gasthof Serkowitz

Das links giebelständig zur Straße stehende kleine Seitengebäude ist ein zweigeschossiger Putzbau mit ziegelgedecktem Satteldach, das auf volutenverzierten Traufkragsteinen aufsitzt. Im hinteren Teil des Baus ist einiges Fachwerk freigelegt. Weiterhin befindet sich dort hinten eine kleine Kumthalle. Auf einem Schlussstein sind die Initialen J.G.S. sowie eine Datierung auf 1845 angebracht. Im Straßengiebel des Gebäudes finden sich in der Giebelspitze zwei Rundfenster und darunter auf Höhe des Daches ein Zwillings-Rundbogenfenster; alle diese Fenster werden von Sandstein-Gewänden eingefasst. Am Übergang zum Gebäudeschaft, oberhalb von drei Rechteckfenstern, befindet sich eine Inschrifttafel mit der Inschrift und Datierung 

„Alles ist an Gottes Segen, Und an seiner Gnad gelegen. Erbauet von J. G. Schumann. 1856.“

Die mittig vor dem Grundstück an der Straße stehende, massive Einfriedung mit Toranlage weist links zwei mächtige, aus Sandsteinen gemauerte Torpfeiler mit Abdeckplatten auf, zwischen denen ein zweiflügeliges Holztor angebracht ist. Links davon steht eine getreppte Ziegelmauer auf Sandsteinfundierung; rechts schließt sich an den Torpfeiler eine verputzte Mauer an, in der sich eine stichbogige Pforte aus Sandsteinen und einem mächtigen Schlussstein befindet. Dort finden sich die Datierungen auf 1717 mit den Initialen MS sowie 1860 und J.G.S., dazu möglicherweise eine No.4, ergänzt durch eine No.1. Alle diese letzteren Inschriften wurden erneuert. Die Pforte wird von einer Holztür verschlossen.
Die hinten im Grundstück querstehende Scheune wurde nach einem Brand 1990 wiederaufgebaut. Die drei großen Tore weisen Korbbogenleibungen auf.
Das rechts im Grundstück stehende ehemalige Wohnstallhaus ist äußerlich stark verändert, weshalb es nicht unter Denkmalschutz gestellt ist. Im Inneren findet sich eine Datierung auf 1714, am Giebel ist es mit 1861 datiert.